# Spořitelna
Spořitelna nebo také záložna byla původně regionální (městská, okresní, zemská) banka, která se specializovala na spoření, čili pravidelné ukládání malých částek s určitou výší úroku. Spořitelny začaly vznikat především v 19. století, aby nabídly chudším vrstvám obyvatelstva možnost postupně ukládat menší finanční obnosy pro zaopatření ve stáří či v případě nemoci. Kvůli tomu podléhala činnost spořitelen velice přísným obchodním omezením, takže nemohly tyto instituce vykonávat jiné bankovní služby. Časem však došlo k pozvolnému zmírnění daných předpisů a v dnešní době nabízejí spořitelny již standardní bankovní služby. Spořitelny dnes fungují na různém principu ve více než 80 zemích.

## Historie
Především od 19. století nabízely spořitelny nebo záložny širokým vrstvám obyvatelstva, zejména mladým a nemajetným lidem, kteří s kapitálem neměli žádnou zkušenost, možnost spoření. Vlastní technika spoření – zápis vkladu a připisování úroku na vkladní knížku – byla jednoduchá a každému srozumitelná. Výnos nebyl příliš vysoký, vklady byly zato velmi bezpečné. Spořitelny byly často majetkem obcí a veřejných korporací, které za vklady také ručily. Naspořené prostředky spořitelna obvykle neinvestovala přímo, nýbrž ukládala v bezpečných cenných papírech nebo u větších obchodních bank s odborným personálem a zkušenostmi.
První předchůdci spořitelen vznikaly v Německu od roku 1623 z iniciativy lokálních panovníků. První spořitelna v moderním slova smyslu vznikla ale až roku 1778 v Hamburku. První spořitelna ve Vídni byla založena roku 1819 a roku 1825 pak vznikla Česká spořitelna. V Německu a v Rakousku podléhaly spořitelny dokonce zvláštnímu zákonu. Důležitým rysem spořitelen byla také hustá síť poboček, aby byly služby obyvatelstvu dobře dostupné. Šetrnost a spořivost platila obecně jako občanská ctnost a spoření se soustavně podporovalo, například ve školách. V českých zemích spořitelny výrazně přispěly ke vzniku české střední třídy z drobných zemědělců, řemeslníků a obchodníků.
Od konce 19. století se s dalším vývojem bankovnictví rozdíly mezi spořitelnami (záložnami) a obchodními bankami stále zmenšovaly, spořitelny se integrovaly do velkých bank a začaly samy poskytovat i další bankovní služby. Hustou síť poboček dnes pozvolna nahrazuje internetové bankovnictví a velká část obyvatel využívá bezhotovostních služeb.

## Spořitelny (Sparkassen) v Německu

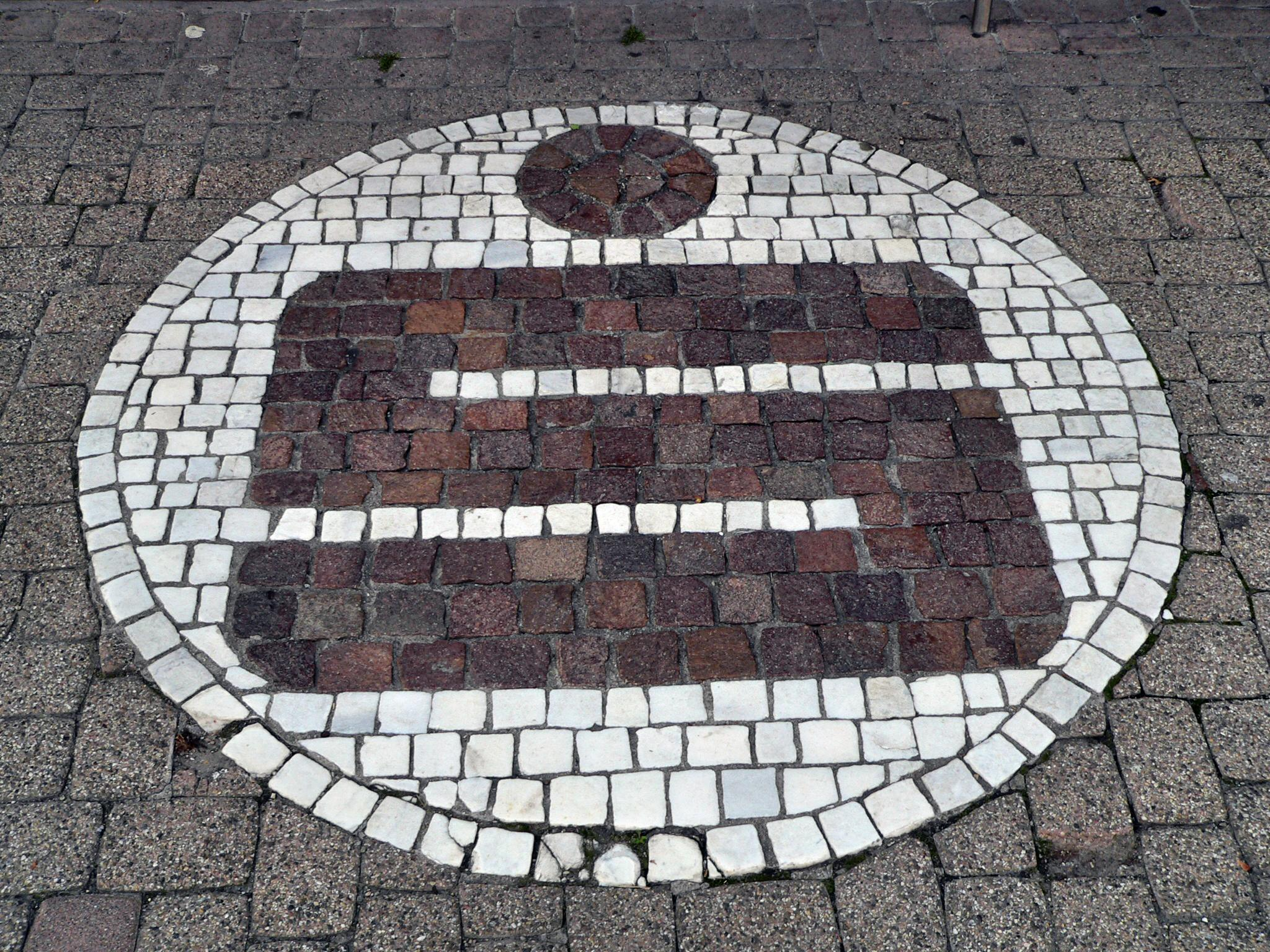
Logo německých a rakouských spořitelen, které je používané i v řadě zemí střední a východní Evropy

### Právní forma
Spořitelny jsou v Německu zpravidla veřejnoprávní instituce. Zřizovatelem veřejnoprávních spořitelen jsou komunální korporace, tzn. města, obce či zemské okresy. Samotný název spořitelny často na zřizovatele přímo poukazuje – "Stadtsparkasse" (městská spořitelna), "Kreissparkasse" (zemská okresní spořitelna) apod. Právní základ pro založení spořitelny a její následný provoz tvoří tzv. spořitelní zákon (Sparkassengesetz) dané spolkové země, ve které má spořitelna své sídlo, a veřejnoprávní stanovy zřizovatele. Orgány spořitelny jsou představenstvo (obchodní grémium) a správní rada (dozorčí grémium).
Vedle veřejnoprávních spořitelen existuje v Německu také několik málo tzv. svobodných spořitelen, jež jsou provozovány jako akciové společnosti. V současnosti existuje v Německu na 417 spořitelen (2014), z toho 5 tzv. svobodných spořitelen.

### Obchodní model
Spořitelny dnes provozují jako univerzální banky všechny standardní bankovní služby. Pro obchodní činnost skoro všech spořitelen platí regionální princip. Území činnosti spořitelny tak zahrnuje území daného komunálního zřizovatele.
Veřejnoprávní spořitelny se od privátních bank odlišují tím, že dosahování zisku není hlavním cílem jejich obchodní činnosti. Hlavním motivem je obecná prospěšnost. Použití dosažených zisků je ve spořitelních zákonech jednotlivých spolkových zemí upraveno různým způsobem. Většinou je zisk použit na posílení bezpečnostních rezerv banky či dán k dispozici zřizovateli pro obecně prospěšné účely. Řada spořitelen kromě toho založila i nadace, vyvíjející charitativní činnost.
Největší spořitelnou je Hamburská spořitelna (Hamburger Sparkasse) s bilanční sumou 38 miliard eur. Druhou největší spořitelnou je Spořitelna Kolín-Bonn (Sparkasse Köln-Bonn) s bilanční sumou 29 miliard eur. Největší spořitelnou ve východním Německu je Východosaská spořitelna Drážďany (Ostsächsische Sparkasse Dresden), která je s bilanční sumou 11,8 miliardy eur devátou největší spořitelnou v Německu.

### Svazy spořitelen
Veřejnoprávní spořitelny a jejich zřizovatelé jsou členy celkem dvanácti regionální svazů spořitelen. Přes členství v regionálním svazu spořitelen
jsou automaticky členy Německého svazu spořitelen se sídlem v Berlíně (Deutscher Sparkassen- und Giroverbands e. V.), který je zastřešující organizací všech německých spořitelen a zemských bank. Díky aktivitám této zastřešující organizace mají spořitelny např. společný marketing či společnou obchodní strategii.

## Spořitelny (Sparkassen) v Rakousku
Tzv. Skupina spořitelen Rakouska se skládá z První banky (Erste Bank), 52 spořitelen v jednotlivých spolkových zemích (Bundesländersparkassen) a Druhé spořitelny (Zweite Sparkasse). Na rozdíl od německého modelu nejsou rakouské spořitelny veřejnoprávními institucemi. Dominující Erste Bank je akciovou společností. Jednotlivé spořitelny ve spolkových zemích jsou spolkové spořitelny či akciové společnosti. Zweite Sparkasse se sídlem ve Vídni je spolkovou spořitelnou, tzn. pro méně majetnější obyvatele.
Všechny spořitelny Rakouska a jejich zemské svazy jsou členy Rakouského svazu spořitelen (Österreichischer Sparkassenverband).
První spořitelna v Rakousku byla založena roku 1819 ve Vídni. Johann Baptist Weber tehdy založil spolek "Verein der Ersten
österreichischen Spar-Casse" (Spolek První rakouské spořitelny – dnešní Erste Bank). Roku 1822 byla pak založené druhá spořitelna v Innsbrucku. Nejmladší spořitelnou je roku 2006 založená Zweite Sparkasse (Druhá spořitelna).

## Spořitelny v České republice

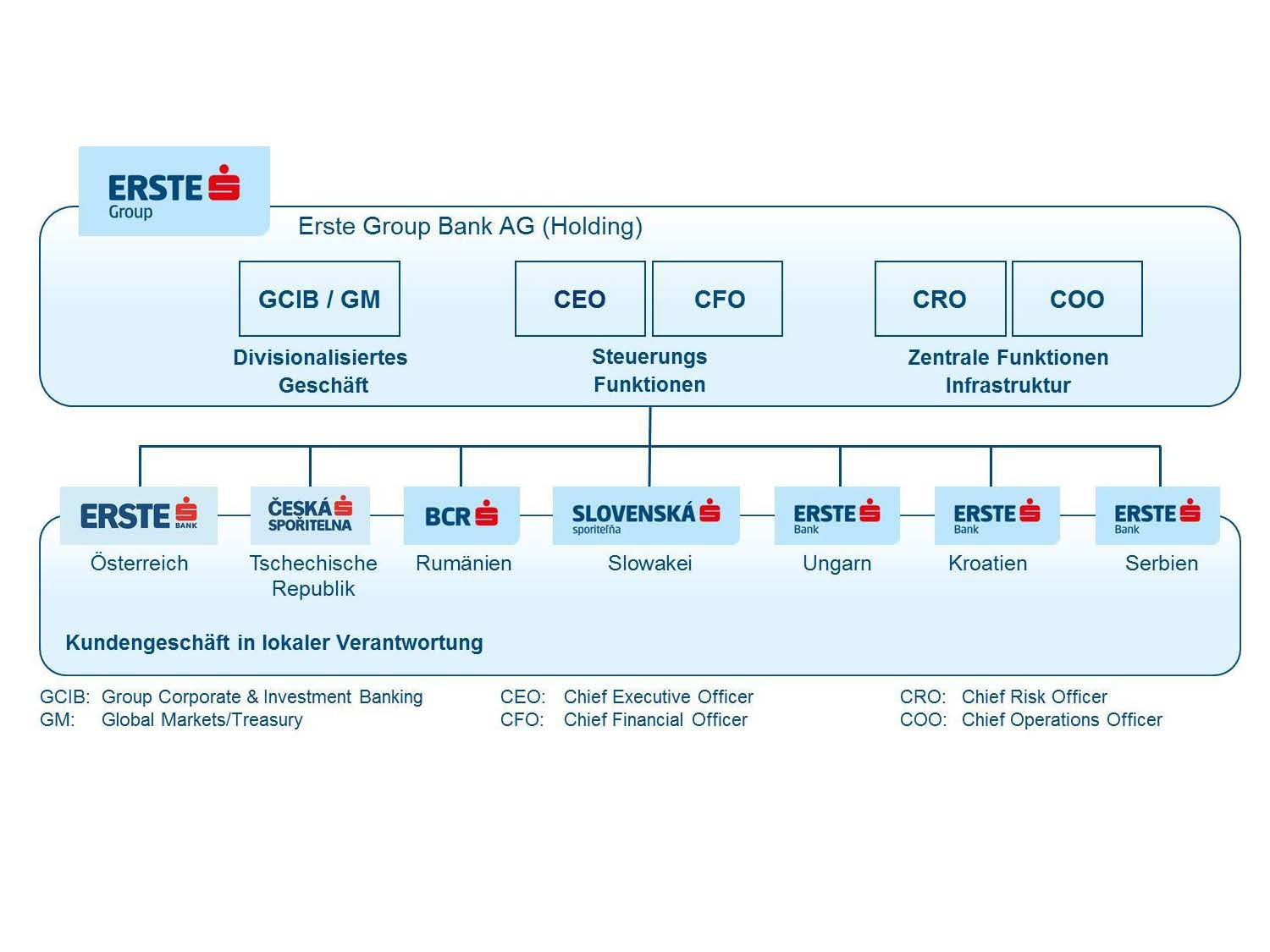
Struktura rakouského holdingu Erste Group

Na trhu v České republice dominuje v současnosti se svými 4,5 miliony klientů (2021) Česká spořitelna. Po hluboké krizi ve spořitelně na konci 90. let byl akciový podíl státu (52%) odkoupen za 19 miliard korun Erste Bank (2000). Erste Bank svůj podíl posléze navýšila na 98% (2002). V roce 2022 vlastnila Erste Bank 100 % podíl ve společnosti.
Vzhledem k postupující expanzi ve střední a východní Evropě došlo roku 2008 k vytvoření holdingu "Erste Group Bank AG" (akciová společnost Skupina První banky). Do holdingu patří "Erste Bank der oesterreichischen Sparkassen AG" (akciová společnost První banka rakouských spořitelen), která se zabývá výhradně poskytováním bankovních služeb v Rakousku, a několik bank v zahraničí, včetně České spořitelny.
Ani Česká spořitelna tak není oproti německému modelu veřejnoprávní institucí a je silně orientovaná na generování zisku. V roce měla Česká spořitelna zisk 2012 – 16,6 miliard korun. Roku 2013 dosáhla Česká spořitelna zisku 15,6 miliard korun. Na území střední a východní Evropy generuje Česká spořitelna pro mateřskou Erste Group největší část zisku. Nebýt České spořitelny, skončil by výsledek hospodaření Erste Group v roce 2013 ve ztrátě. V roce 2022 měla banka provozní zisk 28,5 miliardy korun.

## Spořitelny na Slovensku
Dominantní pozici na slovenském trhu zaujímá s více než 2 miliony klientů (2023) Slovenská spořitelna. Její tradice sahá až do roku 1825. Stejně jako Česká spořitelna patří i Slovenská spořitelna k rakouské Erste Group (Erste Bank nakoupila první podíly roku 2001, roku 2004 již vlastnila 100% akcií). V roce 2013 dosáhla spořitelna čistého konsolidovaného zisku ve výši skoro 185 milionů eur. V roce 2023 dosáhla Slovenská sporiteľňa provozního zisku 219 miliónů eur, měla 3 581 zaměstnanců.

## Spořitelny v Polsku
První spořitelna v Polsku byla založena roku 1919 jako "Pocztowa Kasa Oszczędności" (Poštovní spořitelna). Dnes funguje pod zkratkou PKO BP (Powszechna Kasa Oszczędności Bank Polski – Všeobecná spořitelní banka Polska) se sídlem ve Varšavě. Roku 2000 byla banka transformována v akciovou společnost. Do roku 2004 byl jediným vlastníkem polský stát, který vlastnil k roku 2010 už jen 40,99% akcií. V roce 2013 dosáhla banka zisku 3,229 miliardy złoty (přibližně 780 milionů eur). V roce 2020 měla banka provozní zisk 2,645 miliardy złoty.

### Související obecné články
- Banka
- Spořitelní a úvěrní družstva
- Spoření a úspory